# ダービー物語
『ダービー物語』（ダービーものがたり）は、1993年に平和が開発、発売した競馬をモチーフとしたデジパチ。保留玉連荘タイプ。『麻雀物語』に続く物語シリーズ。当ページではダービー物語事件についても触れる。

## 特徴
- 大当たり確率 235分の1
- 出玉 約2,300個
- それまでの従来機種（『ブラボーキングダム』等）で見られた「ロングリーチがチャンス」とは逆の発想で即大当たり停止のリーチパターンが存在する。
- 非連続回転中に入賞した場合、特定の絵柄が選択される割合が高かった。ハズレ出目停止時（ハズレリーチ含む）は左出目+nと決定して表示するシステムのため、絵柄の偏りにより、かかったリーチ絵柄によって期待度が変わるというゲーム性を有していた。このゲーム性は後に発売された『CR黄門ちゃま2』でも見られる。

## ダービー物語事件
1993年当時、設置されていた現金機は大当たり終了後の保留メモリーを書き変えて意図的に大当たりを出す機種が登場していた。ダービー物語では大当たり中、Vゾーンに5つ以上連続で入賞すると台枠が激しく光る演出が発生し、3、4つ目の保留玉値を16通りある書き換えテーブルから1/16の確率で3つ目のみ、1/16の確率で4つ目のみ、1/16の確率で3、4つ目両方を大当たりカウンタ値に書き換える。これにより保留玉での連荘が発生した。
この現象はVゾーンへの入賞が容易となるよう、極端な釘調整がなされないと実現しにくいため、連チャンを誘発する意図的な釘曲げが行われていた。1993年10月19日、埼玉県警と大宮署が平和本社や平和の工場を家宅捜索、また埼玉県内に設置されていた『ダービー物語』およそ200台を押収、同月、平和社員とパチンコ店店長が風俗営業等の規制及び業務の適正化等に関する法律違反の疑いで埼玉県警察に逮捕された。埼玉県警による捜査は拡大し、11月には平和の埼玉営業所が、2度目の家宅捜索を受け社員や係長、所長が逮捕されたほか、宮城・北海道・静岡のホールにも捜査が入った。また機種の強制撤去だけではなく、ホール事務所や経営者宅、更に平和の各営業所にまで及ぶ大規模捜査が行われた結果、5人が逮捕された。警察発表では検定の際には連チャンしないプログラムで検定を通過させた後で連荘を誘発する不正プログラムを同機に仕込んだと発表、一部新聞ではメーカー主導による違法改造機で本社が関与と報じている。後にこの一件は、現金機によるデジパチ機の連荘が禁止される契機となり、確率変動が認められているCR機デジパチの導入を加速させる結果となったが、今度はCR機の過剰な連チャン性が問題視されることになる。
本機の後に同メーカーから発売された『プリンセス物語』においても、Vゾーンへの入賞が特定の条件を満たすことで、内部モードが変化し、連荘を発生させるシステムとなっているが摘発はされなかった。